# Tahko
Tahkovuori ook wel bekend als Tahko is een ski resort in de Finse gemeente Kuopio. Het is een van de grootste toeristische trekpleisters van Finland en er is accommodatie voor ongeveer 850.000 mensen. Het gebied ligt met een haven aan het Syvärimeer en in de zomer is het tevens een populaire bestemming voor vissen, wandelen en mountainbiken. In een nabijgelegen verlaten mijngroeve worden vaak concerten gehouden.